# 幽靈車神
惡靈戰警（英語：Ghost Rider，又譯幽靈騎士、幽靈車神或靈魂戰車）是由漫威漫畫創造的虛構超自然反英雄。2011年5月，惡靈戰警在IGN的百強漫畫書英雄名單中排名90。目前漫畫中出現的惡靈戰警主角共有四位。

## 人物
惡靈戰警的形象一般是一副燃燒着的人體骷髏，穿着皮衣和背負鐵鏈，並騎上一輛燃燒着的摩托車到各處對付敵人。電單車所經之處都會是一片狼藉，路上亦會帶上一條火痕。
第一批惡靈戰警的出現要追溯至諾亞方舟後，由於神承諾不會再以如此巨大的災難來懲罰人類，因此祂造出了「復仇之靈」送到人間，復仇之靈會自行找尋宿主結合，並賦予其成為惡靈戰警的能力以懲罰人世間的罪惡，而各地的惡靈戰警在能力與形象上也會有些許不同，如印度的惡靈戰警會化身為復仇女神的形象，日本的惡靈戰警能操縱不動明王的力量，英國的惡靈戰警則是以彈簧腿傑克的形象出現等等。
然而復仇之靈的來源並不只有上帝所造的而已，其他還有如原始復仇之靈，以惡魔之力打造的復仇之靈（如強尼·布雷茲）、擁有惡靈戰警力量的祖先化身成的復仇之靈（如丹尼·凱奇）、親友亡魂化身成的復仇之靈（如羅比·雷耶斯）等等，這些之間都有著些許差異，但只要力量完全釋放，皆會擁有與上帝所造復仇之靈相同的等級。

### 強尼·布雷茲
漫畫為第一任惡靈戰警主角為電單車特技巨星強尼·布雷茲（Johnny Blaze），首次出現於Marvel Spotlight #5 (1972年)，為保護青梅竹馬的摯愛洛珊和讓爸爸免於死亡而與梅菲斯特訂下契約，立下誓盟，將自己的靈魂出賣。白天，強尼繼續做他的亡命電單車特技人；晚上他卻變身成為「惡靈戰警」，為梅菲斯特服務。但騎士的身份令他百上加斤，因為當梅菲斯特所派的任務來後，他晚上便得變身，不能做其他的事。任務完成後，他決心與命運對抗，利用自己的異能去幫助那些無辜老弱，誓要制止梅菲斯特的暴行。

### 丹尼·凱奇
第二位惡靈戰警為丹尼·凱奇（Danny Ketch），從1990到1998年的系列開始。

### 亞麗安德拉·瓊斯
第三位惡靈戰警為女性，也是四任戰警中唯一力量真正來自於“復仇之靈”的戰警，名字是亞麗安德拉·瓊斯（Alejandra Jones）

### 羅比·雷耶斯
第四位的惡靈戰警為羅比·雷耶斯（Robbie Reyes），於2014年3月首次登場，是一位墨西哥裔美国人。
羅比為了讓殘疾的弟弟有更好的生活環境而私下參加了一場街頭飆車比賽來籌錢，但他不知道的是他從自己打工的修車店裡開出來的車子上藏有海德先生領導的組織所開發的一種藥劑，這使他在賽車時被該組織給追殺，最後喪命。人生本該就此終結的羅比在此時被強尼·布雷茲(二代惡靈戰警)用伊萊復仇之靈能力復活，成為了駕駛美式Dodge Charger R/T肌肉車的全新惡靈戰警。
在和海德先生交手過後，羅比試圖用自己的全新力量讓自己的弟弟過得更好，但在他的負面情緒高漲時，伊萊邪惡的意志便會取代他展開行動來作惡，羅比明白自己必須聽從強尼·布雷茲的教導，試圖控制自己的意志，不能讓伊萊操控並毀滅自己的生活。

## 能力

### 地獄之火
惡靈戰警的全身被一種名為地獄之火的火焰圍繞，受到惡魔的法力所影響，地獄之火會直接覆蓋在惡靈戰警的全身，並在受傷的時候能夠迅速靠地獄之火自癒，並能隨著惡靈戰警本身的意願燒融任何物質或不損害任何惡靈戰警接觸過的東西，地獄之火並不會受到任何大自然法則所束縛，水無法對地獄之火產生任何影響，亦能附著在惡靈戰警所希望的物體上改變其型態，例如改變自己的機車的外型並且賦予在任何地形上行走的能力，或是把地獄之火裝填在槍械中化為子彈傷害敵人。被地獄之火傷及的人會直接化為灰燼。

### 懺悔之眼
懺悔之眼是地獄之火的極致運用，惡靈戰警能透過其雙眼直接用地獄之火燒灼對方的靈魂，對方會一直體驗過去對其他被害人犯下的罪行所帶來的痛苦，由於地獄之火點燃的是靈魂中的罪惡，除非敵人真心懺悔，否則地獄之火永不止息，即使用自殺來終結生命，靈魂也會永無止息地承受懺悔之眼所帶來的痛苦。

### 地獄鎖鏈
惡靈戰警的锁链，具有魔法特性，不能被摧毁，它和恶灵骑士的体质一样可以从损坏中无限复原。恶灵骑士經常利用它来抓住和打击对手，甚至可以在上面附上灵魂之火灼烧敌人的身体和灵魂。锁链变出的长度全凭恶灵骑士的意愿。终极宇宙中的恶灵骑士的锁链甚至猖打碎战争机器的盔甲。丹尼·凯奇还能施展挥舞的锁链的每个扣环自动拆开变成附上了地狱火的飞镖，飞向远程距离刺死对手。而强尼·布雷泽则会口中吐出锁链攻击的特技等。此外恶灵骑士的锁链还能在地獄之火的魔化下变形成镰刀、铁钩、双节棍、矛、飞镖、格斗刀、撬棍、战锤和圆头锤等各种武器。

### 地獄摩托車
恶灵骑士的摩托車，拥有超乎寻常的力量，能伴随主人的意志进行炫目的移动，恶灵摩托在最高时速下甚至可以把整个地球当做他的赛车场。实际上恶灵骑士魔化的坐骑有很多种（如羅比·雷耶斯的肌肉車），而强尼的摩托车曾在强尼的意志下行驶在水面以及垂直的楼面等不可能行走的地方。恶灵骑士的坐骑也有攻击和帮助主人逃脱的本领，比如强尼的驾驭下撞开敌人，比如有一次把一辆拦截的军方坦克给撞成两半。或者是在主人危险时突然飞跃而出，载着主人逃出险境，并能随着主人的召唤随时自动跟随而至。其灵性好比刘备的爱马的卢。并且恶灵骑士的坐骑能从攻击受损中立刻恢复重组。

### 不死之身
恶灵骑士擁有不死之身，其根基复仇之灵是上帝在天堂中创造出，复仇之灵具备不死不灭的特性，在天堂战火中强尼得知，只有上帝才能毁灭复仇之灵。恶灵骑士的身体能承受导弹和激光炮的打击，并在受到绝大多数类型的攻击和伤害的后快速重组身体，漫画中甚至表现过在被轰成粉末的情况下仍能满状态恢复完整。即使是恶灵骑士的人类宿主在人形态下受伤，复仇之灵也能治愈人类宿主的严重伤势。实质上恶灵骑士是在变身后的恶灵形态才是不死的，所以真正不死的是复仇之灵而非人类宿主，而在恶灵形态下如果受到伤害则可以用自身的地狱火能量直接重组或修复受创的恶灵之躯。如果变身前人类宿主的肉体受过严重伤害也可以藉由变身后的地狱火来完全治愈伤势。就算宿主在人形态下瞬间被杀，也能藉由附体灵用维度传送的能力将自己的灵魂从天堂或地狱传送回人间复活。

### 維度傳送
恶灵骑士擁有维度传送的能力，熟练的恶灵骑士能在人间和地狱自由穿梭。强尼在路西法的地狱中含冤受刑几年后掌握了穿越神魔界维度的能力，让他突破了地狱的困境回到了人间。

### 其他能力
此外，恶灵骑士还拥有超级力量（能用锁链拉倒高楼大厦和扔飞巨型挖土机）、石化术、召唤术和各种巫术等多种超能力。

## 宿命
不过获得恶灵骑士超能力的代价是，一辈子都受到复仇之灵的诅咒，注定要孤独一生。而在恶灵骑士身边的妻儿亲友都会受到诅咒的牵连而遭遇各种不幸。成为恶灵骑士诅咒的宿主后，每天还要面对心魔的困扰，精神会被折磨得接近崩溃。财产，事业，家庭等一切正常人所具备的人生都会被冲毁，一生除了为无辜者复仇外不能享受美好的人生。并且诅咒会代代相传，无法摆脱。所以每个恶灵骑士都是被安排好受尽苦难循环而不会得到美好回报的悲剧英雄，这是他们的人生宿命。

## 其他媒體

### 電視劇
- 《神盾局特工》 第四季（2016年~2017年）：由蓋布瑞·盧納飾演第四任幽靈車神羅比·雷耶斯。

### 電影
- 幽靈車神電影系列：由尼可拉斯·凱吉飾演首任幽靈車神強尼·布雷茲。
  - 《惡靈戰警》（2007年）
  - 《惡靈戰警：復仇時刻》（2012年）

### 遊戲
- 《樂高漫威超級英雄》：於死侍bonus關卡登場，為玩家可使用角色之一。
- 《漫威英雄 Online》：玩家創角時可選擇惡靈戰警為遊戲角色，或另付費購買。
- 《漫威：未來之戰》：手機遊戲，惡靈戰警（強尼·布雷茲與羅比·雷耶斯）是玩家可使用角色之一。
- 《漫威超級戰爭》

## 外部連結
- Marvel Directory: Ghost Rider （页面存档备份，存于）
- 互联网电影数据库（IMDb）上《Ghost Rider》的资料（英文）
- Field Guide to Ghost Riders （页面存档备份，存于）
- Ghost Rider comics sales history from Comichron （页面存档备份，存于）
- Munn, Chris, ed. . Vengeance Unbound. 2003–2011  [16 February 2013]. （原始内容存档于2012年1月21日）.